# فاسيل شيفد
فاسيل شيفد (بالأوكرانية: Швед Василь Васильович)‏ هو لاعب كرة قدم أوكراني في مركز الهجوم، ولد في 11 ديسمبر 1971 في Mykolaiv Raion, Lviv Oblast ‏ في أوكرانيا. لعب مع نادي كارباتي لفيف ونيفا ترنوبل.

## وصلات خارجية
- فاسيل شيفد على موقع اتحاد أوكرانيا (الإنجليزية)
- فاسيل شيفد على موقع قاعدة بيانات كرة القدم.إي يو (الإنجليزية)